# Poul Petersen (skuespiller)
 For alternative betydninger, se Poul Petersen. (Se også artikler, som begynder med Poul Petersen)
Poul Petersen (født 21. september 1905 i København, død 10. januar 1986 smst) var en dansk skuespiller og teaterdirektør.
Student 1925. Det ny Teaters elevskole 1930-1932 og skuespiller ved teatret til 1933.
Herefter fik Poul Petersen engagementer på Casino 1933-1935, Odense Teater 1935-1938, Aalborg Teater 1938-1940 samt Frederiksberg Teater og Allé Scenen 1941-1945. Han var desuden direktør for Aalborg Teater 1945-1954 og 1965-1968 og ind imellem direktør for Aarhus Teater 1954-1963.
Poul Petersen var gift med skuespillerinden Mime Fønss.

## Filmografi
Blandt de film han medvirkede i kan nævnes:
- Alle mand på dæk – 1942
- Det ender med bryllup – 1943
- Jeg mødte en morder – 1943
- Det bødes der for – 1944
- Guds mærkelige veje – 1944
- Det store ansvar – 1944
- Affæren Birte – 1945
- Farlig ungdom – 1953
- Sønnen fra Amerika – 1957
- Tine – 1964
- Tænk på et tal – 1969
- Oktoberdage – 1970
- I morgen, min elskede – 1971